# Baliochila martyni
Baliochila martyni är en fjärilsart som beskrevs av Bennett 1969. Baliochila martyni ingår i släktet Baliochila och familjen juvelvingar. Inga underarter finns listade i Catalogue of Life.